# Vadokaičin
Vadokaičin (和同開珎), tudi  Vado-kaičin ali Vado-kaiho, je najstarejši japonski uradni kovani denar, prvič izdan 29. avgusta 708 po odredu cesarice Genmei.
Kovanci so okrogli s kvadratno luknjo v sredini. V obtoku so ostali do leta 958. Gre za prvo iz serije kovancev, zananih pod skupnim imenom džunizeni ali kočo džunisen (皇朝十二銭, "dvanajst cesarskih kovancev").
"Vadokaičin" je prečrkovanje štirih pismenk, ki se pojavijo v napisu na kovancu. Pomenile naj bi ime dobe - Vado (和銅, "Japonski baker") - lahko pa tudi "veselje, sreča", in "Kaičin", povezano s pojmom "valuta". Te kovanci izvirajo iz kovancev kitajske dinastije Tang (唐銭 - kovanci Tang), imenovanih Kajgencuho (kitajsko: 開元通宝, Kai Yuan Tong Bao), prvič skovalih v Čanganu leta 621. Dimenzije obeh serij kovancev se ujemajo v premeru (2,4 cm) in teži (3,75 g).